# I Loved Yesterday
I Loved Yesterday – trzeci album japońskiej wokalistki Yui, wydany 9 kwietnia 2008.

## Lista utworów
1. "Laugh Away"
2. "My Generation"
3. "Find Me"
4. "No Way"
5. "Namidairo"
6. "Daydreamer"
7. "Love Is All"
8. "I Will Love You"
9. "We Will Go"
10. "Oh Yeah"
11. "My Friend"
12. "Love & Truth"
13. "Am I Wrong?"